# Distrikt Alca
Der Distrikt Alca liegt in der Provinz La Unión in der Region Arequipa in Südwest-Peru. Der Distrikt wurde am 4. Mai 1835 gegründet. Er besitzt eine Fläche von 192 km². Beim Zensus 2017 wurden 1975 Einwohner gezählt. Im Jahr 1993 lag die Einwohnerzahl bei 2379, im Jahr 2007 bei 2169. Die Distriktverwaltung befindet sich in der 2750 m hoch gelegenen Ortschaft Alca mit 539 Einwohnern (Stand 2017). Alca liegt 16 km nordöstlich der Provinzhauptstadt Cotahuasi.

## Geographische Lage
Der Distrikt Alca liegt in der Cordillera Volcánica im Südosten der Provinz La Unión. Der Oberlauf des Río Cotahuasi fließt entlang der nordwestlichen Distriktgrenze nach Südwesten. Im äußersten Südosten erhebt sich der 5498 m hohe erloschene Vulkan Firura.
Der Distrikt Alca grenzt im Südwesten an den Distrikt Tomepampa, im Nordwesten an den Distrikt Huaynacotas, im Nordosten an den Distrikt Puyca sowie im Süden an den Distrikt Salamanca (Provinz Condesuyos).

## Ortschaften
Im Distrikt gibt es neben dem Hauptort folgende größere Ortschaften (anexos):
- Ayahuasi
- Cahuana
- Huillac
- Yumasca

sowie die Caseríos
- Chucmay
- Lucha
- Ticnay